# Cruckshanksia
Cruckshanksia é um género botânico pertencente à família Rubiaceae.

## Espécies
- Cruckshanksia bustillosii
- Cruckshanksia capitata
- Cruckshanksia chrysantha
- Cruckshanksia cistiflora
- Cruckshanksia darapskyana
- Cruckshanksia densifolia
- Cruckshanksia geisseana
- Cruckshanksia glacialis

1. ↑  «Cruckshanksia — World Flora Online». www.worldfloraonline.org. Consultado em 19 de agosto de 2020